# Full Circle (album)
Full Circle je osmé studiové album americké rockové skupiny The Doors a druhé bez Jima Morrisona. Vyšlo v srpnu roku 1972, jeho nahrávání probíhalo na jaře téhož roku.

## Seznam skladeb
1. "Get Up and Dance" (Krieger, Manzarek) – 2:25
2. "4 Billion Souls" (Krieger) – 3:18
3. "Verdilac" (Krieger, Manzarek) – 5:40
4. "Hardwood Floor" (Krieger) – 3:38
5. "Good Rockin" (Roy Brown) – 4:22
6. "The Mosquito" (Densmore, Krieger, Manzarek) – 5:16
7. "The Piano Bird" (Conrad, Densmore) – 5:50
8. "It Slipped My Mind" (Krieger) – 3:11
9. "The Peking King and the New York Queen" (Manzarek) – 6:25